# リッカルド・トゥリッキア
リッカルド・トゥリッキア（Riccardo Turicchia, 2003年2月5日 - ）は、イタリアのプロサッカー選手。ユヴェントス Next Gen所属。ポジションはディフェンダー、ミッドフィールダー。

## 経歴

### 幼少期
地元であるボルゴ・トッシニャーノのクラブでサッカーを始めた後、イモレーゼの下部組織に入団し、3年間を過ごした。その後2014年にチェゼーナの下部組織に、2018年にユヴェントスの下部組織へと移った。

### クラブ
2021年10月9日、非公式戦ではあるがアレッサンドリア戦に63分から途中出場し、ユヴェントスでの初出場。10月24日、ユヴェントス Next GenのメンバーとしてセリエCのプロ・セスト戦で84分から途中出場し、プロデビュー。2021-22シーズンはU-19チームでプレイし、33試合で7ゴールを挙げ、UEFAユースリーグ準決勝進出に貢献した。2022年11月8日には、2025年6月までユヴェントスとの契約延長に合意した。
2024年7月31日、セリエBのカタンザーロに期限付き移籍で加入した。しかし出場機会をほとんど得られず、2025年1月にユヴェントス Next Genに復帰した。

### 代表
2019年以降、イタリアの世代別代表に選出されている。
2023年5月、FIFA U-20ワールドカップに出場。

## 個人成績
| 国内大会個人成績 | 国内大会個人成績      | 国内大会個人成績 | 国内大会個人成績 | 国内大会個人成績 | 国内大会個人成績 | 国内大会個人成績 | 国内大会個人成績 | 国内大会個人成績 | 国内大会個人成績 | 国内大会個人成績 | 国内大会個人成績 |
| 年度             | クラブ                | 背番号           | リーグ           | リーグ戦         | リーグ戦         | リーグ杯         | リーグ杯         | オープン杯       | オープン杯       | 期間通算         | 期間通算         |
| 年度             | クラブ                | 背番号           | リーグ           | 出場             | 得点             | 出場             | 得点             | 出場             | 得点             | 出場             | 得点             |
| イタリア         | イタリア              | イタリア         | イタリア         | リーグ戦         | リーグ戦         | イタリア杯       | イタリア杯       | オープン杯       | オープン杯       | 期間通算         | 期間通算         |
| ---------------- | --------------------- | ---------------- | ---------------- | ---------------- | ---------------- | ---------------- | ---------------- | ---------------- | ---------------- | ---------------- | ---------------- |
| 2021-22          | ユヴェントス Next Gen | 32               | セリエC          | 2                | 0                | -                | -                | -                | -                | 2                | 0                |
| 2022-23          | ユヴェントス Next Gen | 32               | セリエC          | 19               | 0                | -                | -                | -                | -                | 19               | 0                |
| 通算             | イタリア              | イタリア         | セリエC          | 21               | 0                | -                | -                | -                | -                | 21               | 0                |
| 総通算           | 総通算                | 総通算           | 総通算           | 21               | 0                | 0                | 0                | 0                | 0                | 21               | 0                |